# Cañizares (Cuenca)
Cañizares es un municipio y localidad española de la provincia de Cuenca, en la comunidad autónoma de Castilla-La Mancha. El término, ubicado en la Serranía Alta, cuenta con una población de 440 habitantes (INE 2024).

## Geografía
Se encuentra a 79 km de Cuenca. Las poblaciones más próximas son Puente de Vadillos a 4 km, Fuertescusa a 4 km, Herrería de Santa Cristina a 6 km (acceso por camino de tierra poco señalizado) y Cañamares a 10 km.
En el término municipal se encuentran las localidades de: Cañizares, Huerta de Marojales y Puente de Vadillos.

## Historia
A mediados del siglo XIX, el lugar contaba con una población censada de 560 habitantes. La localidad aparece descrita en el quinto volumen del Diccionario geográfico-estadístico-histórico de España y sus posesiones de Ultramar de Pascual Madoz de la siguiente manera:

CAÑIZARES: v. con ayunt. en la prov. y dióc. de Cuenca (8 leg.) part. jud. de Priego (2), aud. terr. de Albacete (29), c. g. de Madrid (24): sit. en una pequeña altura, circundada de cerros de mayor elevacion, y á 3/4 hora E., se halla la sierra de Priego, á donde se va por un valle ó vega pequeña de 200 ó 300 pies por lo mas ancho: el clima es frio, los vientos mas frecuentes los del N. y S., y las enfermedades mas comunes dolores de costado, calenturas biliosas y reumas. Tiene 164 casas en cuatro calles y una plaza, salas consistoriales, cárcel, escuela de primeras letras dotada con 1100 rs. frecuentada por unos 28 alumnos, é igl. parr. de entrada (Santiago Apostol), servida por un cura, y un teniente para el anejo de Fuente-escusa. Para el surtido del vecindario existen 2 fuentes dentro de la pobl., que tienen su origen á 1/4 de hora de dist.; estramuros del pueblo, hácia la parte S. hay una ermita (Ntra. Señora de los Casares), otra (Las Angustias) a 1/2 hora al E., y hácia la misma parte, como á 1000 pasos de la v., otra que sirve de cementerio. Confina el term. por N. con Carrascosa y el Pozuelo; E. Beteta, el Val y el Tobar; S. Fuente-escusa y Cañamares, y O. Priego y Alcantud; se estiende 2 leg. de N. á S., 3 de E. á O., comprende los l. desp. Vadillos y Palomares, y nacen en él sobre unas 100 fuentes, cuya agua es de superior calidad; con las inmediatas al pueblo, se forma un arroyo que sirve para dar riego á la vega y otro con las que tienen su origen en un barranco á 1/2 hora N. de la v. ambos reunidos, toman el nombre de Palomares, y á 1/4 de hora de dist. desemboca en el r. Guadiela, que pasa por el térm. y se introduce en la prov. de Guadalajara. El terreno: es muy áspero y de mala calidad, y puede decirse que todo él es montuoso, por comprender parte de las sierras de Priego, la de Pinosilla, Mirabete, y Peña-Bermeja, pobladas de pinos, negrillos, algunos quejigos, chaparrros, mucho boj y romero, estepas, sabinas, enebros, lomillos y salvias. Los caminos dirigen á los pueblos circunvecinos, y se hallan en malísimo estado: la correspondencia se recibe en la adm.de Priego. Prod. trigo, centeno, poca avena, bastantes judias, y patatas de buena calidad: hay cria de ganado lanar, cabrio y vacuno; caza de liebres, conejos, perdices, venados, corzos y javalies, y pesca de truchas, barbos, luinas y muchos cangrejos. ind. y comercio: hay 2 molinos harineros; y la mayor parle de los vec. se ocupan en hacer cucharas de boj y pino, que las llevan para su venta á Cádiz, Valencia y Madrid; se estraen judias en bastante cantidad, ganados en corto número, y se importa vino, aguardiente y aceite. pobl. 142 vec., 560 alm.: cap. prod. 1 140 760 rs.: imp. 57 038; importe de los consumos 3875 rs. 19 mrs.: el presupuesto municipal asciende á 3500 rs. y se cubre con las rentas de los molinos espresados. 3 hornos de pan cocer, y una casa posada.
(Madoz, 1846, p. 499)

## Demografía
Cañizares cuenta con una población de 440 habitantes (INE 2024).
| Gráfica de evolución demográfica de Cañizares entre 1842 y 2021                                                     |
| |
| Población de derecho según los censos de población del INE Población de hecho según los censos de población del INE |

Por núcleos de población hay 320 censados en Cañizares, 152 en Puente de Vadillos y 8 en Huerta de Marojales.

## Administración
| Periodo   | Nombre                       | Partido |
| --------- | ---------------------------- | ------- |
| 2003-2007 | Demetrio Bodoque López       | PP      |
| 2007-2011 | Mario Javier Martínez Romero | PSOE    |
| 2011-2015 | César Bodoque                | PSOE    |
| 2015-2019 | César Bodoque                | PSOE    |
| 2019-2023 | César Bodoque                | PSOE    |

## Monumentos
- Ermita de la Virgen de los Casares.[1][5]
- Iglesia del Apóstol Santiago.[1][6]
- El Huesario.

## Fiestas
- 25 de julio, Santiago Apóstol.
- 8 de septiembre, Virgen de los Casares.